# Hans Jaroszewicz

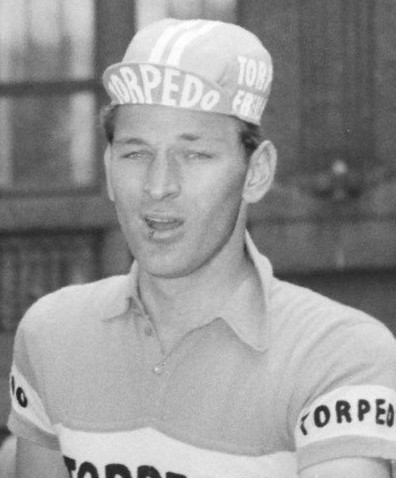
Hans Jaroszewicz

Hans Jaroszewicz (* 4. Januar 1935 in Berlin; † 22. Juni 2003 in Triberg im Schwarzwald) war ein deutscher Radrennfahrer.

## Sportliche Laufbahn
Jaroszewicz war im Bahnradsport und im Straßenradsport aktiv. Als Amateur wurde er 1958 vor Otto Altweck nationaler Meister in der Einerverfolgung. 1956 und 1957 wurde er Vize-Meister in der Mannschaftsverfolgung, 1956 wurde er Dritter der Meisterschaft.
Von 1959 bis 1966 war er Berufsfahrer, er begann im Radsportteam Torpedo. 1959 wurde er Vize-Meister der Profis in der Einerverfolgung hinter Otto Altweck. 
1960 siegte er auf einer Etappe der Ronde van Nederland und im Eintagesrennen Köln–Aachen–Köln vor Klaus Bugdahl. 1960 und 1961 schied er in der Tour de France aus. Bei den UCI-Straßen-Weltmeisterschaften 1960 schied er aus.
Jaroszewicz bestritt einige Sechstagerennen, 1960 gewann er das Sechstagerennen von Essen mit Günther Ziegler als Partner.

## Familiäres
Seine Tochter Stephanie ist mit dem ehemaligen Radrennfahrer Jens Voigt verheiratet.